# Всемирный Кубок чемпионов по волейболу
Всемирный Кубок чемпионов (англ. World Grand Champions Cup) — соревнования для национальных волейбольных сборных, проводимые под эгидой Международной федерации волейбола (FIVB).
Проводятся с 1993 года с периодичностью один раз в четыре года среди мужских и женских команд.

## История
До 1989 года в каждом первом послеолимпийском сезоне FIVB организовывала соревнования на Кубок мира. С 1991 года Кубок мира был совмещён с первым этапом отбора на Олимпиаду и стал разыгрываться в годы, предшествующие олимпийским. С целью заполнения возникшей паузы в календаре официальных международных соревнований на уровне национальных сборных Международная федерация волейбола ввела новый турнир — Всемирный кубок чемпионов. Местом его постоянного проведения стала Япония.
Всемирный кубок чемпионов проходит в год, предшествующий году проведения чемпионата мира. Участвуют по 6 национальных сборных в мужском и женском турнирах: команда хозяев соревнований (Япония), команды-чемпионы континентальных конфедераций (Европы, Азии, Северной Америки, Южной Америки) и одна приглашённая команда. В 2005 и 2009 годах к участию в мужском турнире вместо приглашённой сборной был допущен чемпион Африки Египет. В турнирах 2017 года (мужском и женском) принцип комплектования состава участников был изменён. К соревнованиям были допущены лидеры континентальных рейтингов (по состоянию на начало года) Европы, Азии, Северной и Южной Америк. Как и прежде по одному месту предоставлено хозяевам соревнований (сборным Японии) и приглашённой команде.

## Мужские соревнования
Призёры
| Год  | 1-е место | 2-е место  | 3-е место | 4-е место   | 5-е место | 6-е место   |
| ---- | --------- | ---------- | --------- | ----------- | --------- | ----------- |
| 1993 | Италия    | Бразилия   | Куба      | Япония      | США       | Южная Корея |
| 1997 | Бразилия  | Нидерланды | Куба      | Китай       | Япония    | Австралия   |
| 2001 | Куба      | Бразилия   | Югославия | Южная Корея | Япония    | Аргентина   |
| 2005 | Бразилия  | США        | Италия    | Япония      | Египет    | Китай       |
| 2009 | Бразилия  | Куба       | Япония    | Польша      | Иран      | Египет      |
| 2013 | Бразилия  | Россия     | Италия    | Иран        | США       | Япония      |
| 2017 | Бразилия  | Италия     | Иран      | США         | Франция   | Япония      |

## Женские соревнования
Призёры
| Год  | 1-е место | 2-е место | 3-е место                | 4-е место | 5-е место   | 6-е место                |
| ---- | --------- | --------- | ------------------------ | --------- | ----------- | ------------------------ |
| 1993 | Куба      | Китай     | Россия                   | Япония    | США         | Перу                     |
| 1997 | Россия    | Куба      | Бразилия                 | Китай     | Япония      | Южная Корея              |
| 2001 | Китай     | Россия    | Япония                   | Бразилия  | США         | Южная Корея              |
| 2005 | Бразилия  | США       | Китай                    | Польша    | Япония      | Южная Корея              |
| 2009 | Италия    | Бразилия  | Доминиканская Республика | Япония    | Южная Корея | Таиланд                  |
| 2013 | Бразилия  | США       | Япония                   | Россия    | Таиланд     | Доминиканская Республика |
| 2017 | Китай     | Бразилия  | США                      | Россия    | Япония      | Южная Корея              |